# Da Souza
Da Souza fou un quintet mallorquí, tot i que també vinculat a Barcelona, que va destacar en el gènere del pop (pop indie), actiu des del 2013 fins al 2023. En els seus inicis es tractava d'un quartet, fins que s'hi va incorporar Guillem Portell. Varen realitzar col·laboracions amb artistes com Joana Gomila i Sansó, Eva Fernández o Tomeu Penya.

## Membres
- Àngel Garau (bateria i veu)
- Lluís Cabot (guitarra i veu)
- Xavi Hernández (guitarra i percussió)
- Biel Stela (baix)
- Guillem Portell (saxo alt i percussió)[2][3]

## Història
Tots són de Palma menys Biel Stela que és de Campos. Són amics des de petits i asseguren que Da Souza va néixer de la necessitat de provar altres camins. Diuen que fan música "per amor i per amistat".
Apadrinats pel segell català Famèlic, que treballa amb grups com L'Hereu Escampa, Univers o Germà Aire, varen editar 4 referències: un EP en casset (Pau mundial, 2013), un EP compartit en 12” (Bossanova infinita, 2015) i dos LP (Flors i violència, 2013; Gran Salt Endavant, 2016). Aquestes edicions els han permès fer gires per les Balears, Catalunya, País Valencià, Madrid i Andalusia.
Des de la seva primera publicació, el grup va aturar d'evolucionar pel que fa a estil i composicions. El seu segon disc, Gran Salt Endavant, constitueix una fita en aquesta evolució i va estar considerat per la crítica especialitzada com un dels àlbums en català de l'any 2016.
L'any 2020 varen publicar el disc salsa agredolça . La idea d’aquest disc era expressar que el pop pot ser la cosa més alegra i trista a la vegada. Les seves cançons agafen el millor de dues de les millors tradicions pop dels últims anys al país. Per una banda, l'elegància dels detalls i la pulcritud en el so de El Petit de Cal Eril i Ferran Palau. I per l’altra, l'embolcall de surrealisme mediterrani d'Antònia Font.
Dos anys després, al 2022 varen publicar el seu darrer àlbum Díes D'Atrezzo amb el que es varen acomiadar de la música fent una darrera gira de comiat a l'estiu del 2023 i dos grans concerts a Palma i a Barcelona. El primer, es va realitzar a la capital balear a la sala de concerts Es Gremi el 29 de desembre de 2023 i el darrer a la Sala Apolo de Barcelona el 26 de gener del 2024.

## Àlbums
- Flors i violència (2013)
- Gran salt endavant (2016)
- Futbol d’avantguarda (2018)
- Salsa agredolça (2020)
- Díes D'Atrezzo (2022)

## Treballs discogràfics
- Pau mundial (2013)
- Flors i violència (2013)
- Bossanova infinita (2015)
- Gran Salt Endavant (2016)
- Futbol d'avantguarda (2018)[3][4][5]
- Salsa agredolça (2020)[6]
- Pep (2021)
- La faula del falcó II (2021)
- Branca de romaní (2021)
- Boleros (2021)
- Fotogrames (2022)
- 24/7 (2022)
- Bomba de fum (2022)
- Díes D'Atrezzo (2022)